# Charaxes dreuxi
Charaxes dreuxi is een vlinder uit de familie van de Nymphalidae. De wetenschappelijke naam van de soort is voor het eerst geldig gepubliceerd in 1977 door Bouche & Minig.